# Caloptilia crasiphila
Caloptilia crasiphila là một loài bướm đêm thuộc họ Gracillariidae. Nó được tìm thấy ở Bắc Úc.